# Quinze Oraisons

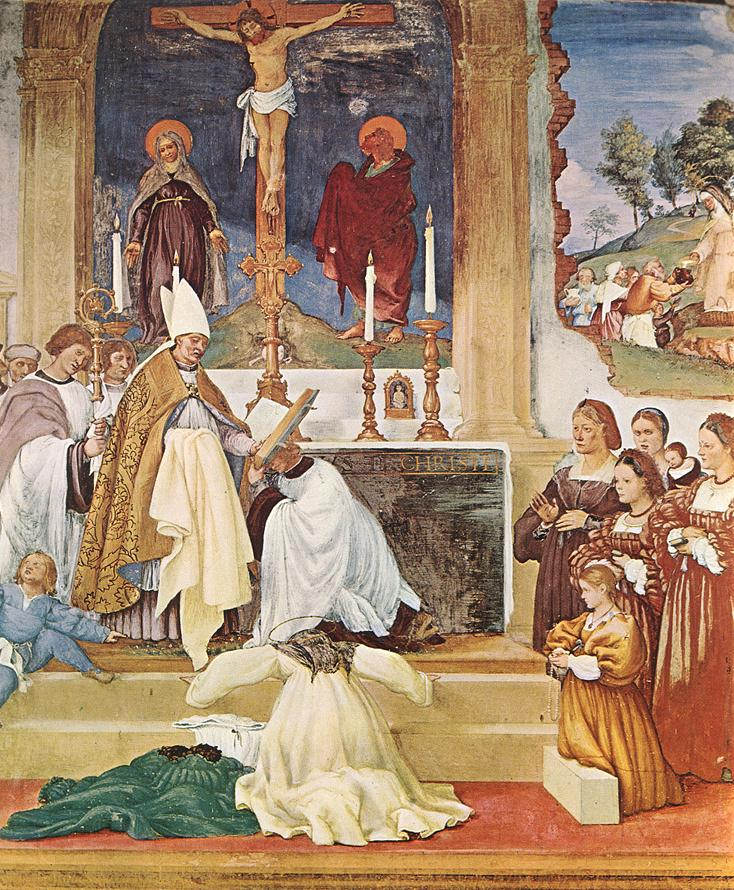

Les Quinze Oraisons sont un recueil de quinze méditations de la Passion du Christ, liées aux prières du Notre Père et du Je vous salue Marie qui sont dites quotidiennement durant une année entière. Elles sont traditionnellement attribuées à sainte Brigitte de Suède, une mystique et visionnaire suédoise.  Elles lui furent dictées (selon la « Légende Dorée » de sainte Brigitte) par le Christ lui parlant depuis le  crucifix  d'une chapelle de la Basilique Saint-Paul-hors-les-Murs  de Rome.

## Éditions

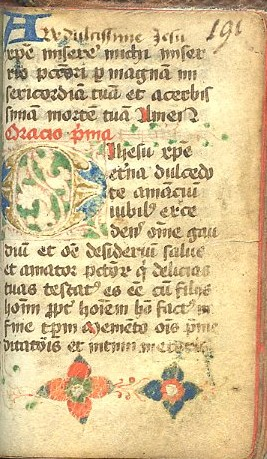
Manuscrit (Livre de Prières miniature), Allemagne, c. 1400-1450 : Première Oraison, en latin

Elles furent constamment   éditées (jusqu'en Ukraine) et rééditées, sous différents noms, Jardin de l'âme (Hortulus Animae) ou Palmier céleste (Caeleste Palmetum)  de Wilhelm Nakatenus (de) S.J.,   Le Secret de Bonheur et traduites en plusieurs langues, au moins huit langues : français, allemand, anglais, espagnol, suédois, nééerlandais, italien danois. Elles furent aussi manuscrites dans des Psautiers et des « Livres d'Heures » ou des « Orationnaires », comme méditations de la Passion. Des promesses (réelles ou apocryphes) leur furent associées. En Suède, elles n'ont jamais été attribuées à sainte Brigitte et ne figurent pas dans son livre des Révélations Célestes et ne sont pas même éditées avec ce livre en supplément sinon à partir du XIXe siècle : certains esprits critiques les pensent donc aussi apocryphes, par exemple réalisées par une religieuse brigittine du nom de Mary Oestrewyk, pourtant elles sont toujours répandues et popularisées sous le nom de Sainte Brigitte : elles ne furent très répandues qu'à partir du XVe siècle. L'un des manuscrits de la BNF de 1446 semble avoir appartenu au roi Louis XII. Une très longue suite de rééditions montrent leur succès populaire et authentifier les promesses du Christ à Sainte Brigitte : une heure de méditation de la Passion était réputée valoir davantage que le jeûne ou la flagellation pratiquée au Moyen Âge.

## Le texte et la prière
Il s'agit d'un long poème mystique en prose latine. 
Les quinze oraisons commencent chacune par une interpellation du Christ commençant par O, suivi du Nom de Jésus, puis d'une épithète, Les grandes antiennes « Ô » de l'Avent adoptent le même procédé : O Jésus, vraie Liberté des Anges / Créateur du Ciel et de la terre / Céleste médecin / Miroir (Speculum) de splendeur éternelle / Roi (Rex) aimable et tout désirable / Fontaine de pitié inépuisable / Douceur des cœurs et suavité des esprits, Vertu royale et Voie de l'esprit / qui est en toutes choses commencement et fin / Abîme très profond de Miséricorde / Miroir de vérité, marque d'unité / Lien de charité / Lion très fort / Roi immortel et invincible / Fils unique du Père (Unigenitus), la Splendeur et figure de sa substance / Vraie et féconde Vigne. 
Chacune est suivie de la méditation d'un épisode de la Passion ou d'une parole de Jésus en Croix.

## Méditation de la Passion
Certains mystiques[Qui ?] pensaient qu'il est nécessaire d'oublier l'humanité du Christ. Or un grand mystique Jean de la Croix s'oppose à cette idée Il disait que deux choses servent d'ailes à l'âme pour s'élever à l'union à Dieu: la compassion affective à la Passion de Jésus-Christ et l'amour du prochain. Le saint refusait certes les voies surnaturelles et les miracles, mais insistait sur l'importance de cette méditation : on peut en conclure que si les religieux, appelés à une plus grande perfection, méditaient les Sainte Écritures et les Evangiles, la dévotion populaire se servait de prières communément répandues, pour ce même exercice spirituel, de méditation de la Passion et de l'Humanité du Christ.
Comme on n'est pas entièrement sûr que ces Oraisons soient un miracle authentique de Sainte Brigitte, et révélées par voie miraculeuse, on peut aussi y voir une méditation dans la prière de la Passion de Jésus Christ dont la récitation quotidienne introduisait chez le fidèle un constant souvenir.

## L'Image du Pressoir Mystique
La prière finale exprime le thème iconographique et poétique du Pressoir Mystique (« Torculus Christi ») : le Christ a exprimé son sang tel une grappe de raisin dans un pressoir, Sang à l'origine des Sept Sacrements de l'Église et de la Rédemption. La grappe de raisin, issue de la symbolique chrétienne primitive puisque le Christ se définissait comme le cep de vigne était un thème courant de la mosaïque chrétienne, elle figurait notamment sur les baptistères : elle est ici associée au pressoir car c'est le Christ qui en produit le fruit, comme il le dit dans la Cène en montrant le Vin : « Ceci est mon sang  ». De même que le poisson (Piscus) figurait soit le chrétien soit le Christ Lui-même la vigne représente soit le baptisé soit Jésus. Saint Alphonse de Liguori explique : « Le Prophète interroge de nouveau:  « Pourquoi donc vos vêtements sont-ils rouges, comme les habits de ceux qui foulent le vin dans le pressoir au temps de la vendange? »  (Is 63, 2). Et le Seigneur répond:    « J'ai été seul à fouler le vin; aucune homme ne s'est trouvé avec moi  » (Is 63, 3). Par ce pressoir, Tertullien, saint Cyprien et saint Augustin entendent la Passion de Jésus-Christ, dans laquelle son vêtement, c'est-à-dire sa chair sacrée fut tout couvert de sang et de plaies, selon ce que dit saint Jean dans l'Apocalypse: « Le manteau qui l'enveloppe est trempé de sang; et son nom? Le Verbe de Dieu »   (Ap 19, 13). Saint Grégoire dit que, dans ce pressoir dont parle Isaïe, notre Sauveur a été foulé et a foulé. Il a foulé parce que, dans sa passion, il a vaincu les démons; et il a été foulé, parce que son corps adorable a été brisé dans les tourments comme le raisin dans le pressoir, suivant cet autre texte du même prophète, déjà cité: "Yahvé s'est plu à l'écraser par la souffrance" (Is 53, 10). » 
Cette métaphore du « pressoir mystique » est développée au XVe siècle par le moine allemand Ulrich Stöcklins de Rottach abbé de Wessobrunn (1438-1443) : 
Qui botrus exprimitur

In Crucis torculari  

Quod Vinum conficitur

Calicius praecolari

Qui de caeli vinea  

Botrus est egressus

Ac per torcularia

Crucis fuit pressus.
On trouve aussi cette métaphore sous la plume de saint Pierre Damien ,.

### Au fil du temps
Une édition fut mise à l'Index en 1661, et elles furent condamnées par l'autorité épiscopale au XIXe siècle 
puis interdites par Rome en janvier 1954 pendant la période de «  crise de l'Église »,. Elles furent cependant approuvées par un très grand nombre de prélats, de papes (Urbain VI, Pie IX, le 31 mai 1862), et de religieux, de souverains (elles furent éditées sous Mary Tudor en Angleterre où elles jouèrent également un très grand rôle),  et furent manuscrites puis imprimées et enfin  enregistrées et  numérisées de siècle en siècle jusque de nos jours.

## Galerie

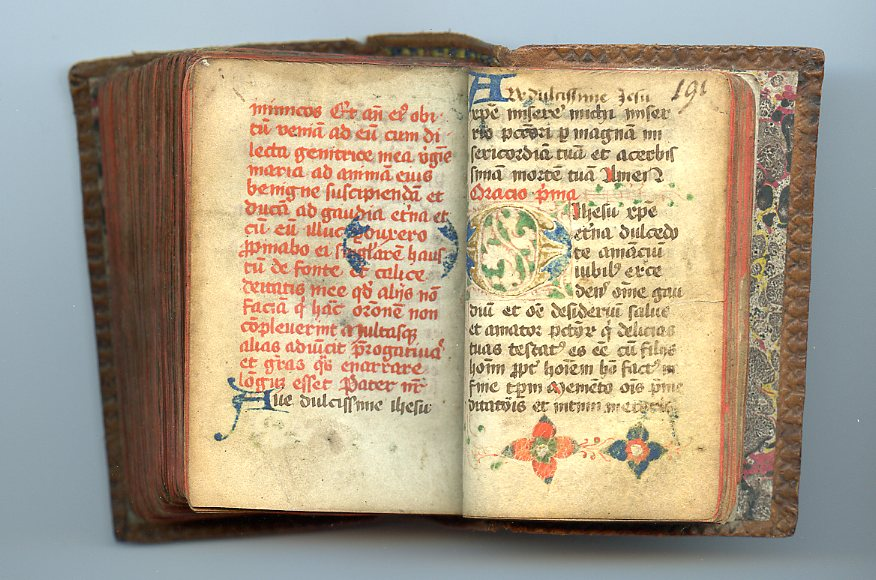
Livre de prière manuscrit en latin.
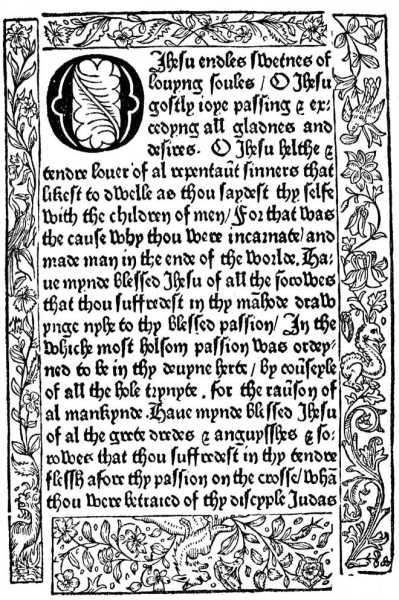
Première édition imprimée en anglais de William Caxton en Angleterre XVe siècle
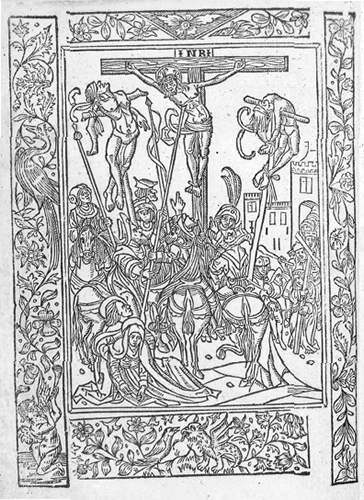
Illustration d'une des premières éditions des Quinze Oraisons de Sainte Brigitte de Suède par Caxton